# Heribert Finken
Heribert Finken (* 31. Dezember 1939 in Köln; † 16. März 2024), auch Herbert Finken oder Hans Herbert Finken, war ein deutscher Fußballspieler. Der Defensivspieler absolvierte in der Saison 1965/66 bei Tasmania Berlin in der Fußball-Bundesliga zehn Bundesligaspiele.

## Karriere
Der Sohn des Gauligaspielers Heinrich Finken, welcher dem Meisterteam der SpVgg Sülz in der Saison 1938/39 angehört hatte, begann im Juli 1951 in der Jugendabteilung des 1. FC Köln. Die erste Saison im Seniorenbereich verbrachte er 1958/59 im Amateurteam des FC. Von 1959 bis 1961 gehörte er dem Spielerkader in der Oberliga West an, schaffte aber nicht den Durchbruch. Unter Trainer Oswald Pfau reichte es nur zu zwei Spieleinsätzen: einmal in einem Punktspiel der Oberliga West, als er am 24. April 1960 am Rundenschlusstag bei einer 2:3-Auswärtsniederlage beim VfL Bochum als rechter Läufer zum Einsatz gekommen war, und einmal in einem Spiel um den Westdeutschen Pokal. In Bochum spielte er an der Seite von Torhüter Fritz Ewert, den Verteidigern Fritz Breuer und Karl-Heinz Schnellinger, den Läufern Leo Wilden und Hans Sturm, sowie den Angreifern Helmut Rahn, Karl-Heinz Ripkens, Georg Stollenwerk, Hans Schäfer und Franz Brungs. Neben der starken Konkurrenz im Spielerkader machte sich auch das täglich schwere Arbeiten beim Ver- und Abladen in der Kohlehandlung seines Vaters in dieser Zeit negativ bei den fußballerischen Ambitionen bemerkbar. Nachdem er sich bei den „Geißböcken“ nicht durchsetzen konnte, wechselte er zur Saison 1961/62 zum niederländischen Zweitligisten Heracles Almelo, mit dem er 1962 die Zweitligameisterschaft gewann und dann bis 1965 in der Eredivisie aktiv war.
Obwohl er ursprünglich als Amateur nach Köln zurückkehren wollte, wurde er zur Saison 1965/66 vom neuen Bundesligisten Tasmania Berlin verpflichtet. Hertha BSC wurde die Bundesligalizenz entzogen, sportlich waren der FC Schalke 04 und der Karlsruher SC in die Regionalliga abgestiegen. Am 31. Juli 1965 beschließt der Bundestag des Deutschen Fußball-Bundes die Bundesliga auf 18 Vereine zu erhöhen, Tasmania als Vertreter Berlins aufzunehmen und Karlsruhe und Schalke in der Bundesliga zu belassen. Am 14. August war der Rundenstart angesetzt, von einer gezielten Vorbereitung auf die Herausforderung Bundesliga konnte bei Tasmania keine Rede sein, weder vom Trainingsbeginn her noch von der Kaderverstärkung. Tasmania 1900 war in der Stadtliga Berlin 1964/65 hinter Tennis Borussia Berlin und dem Spandauer SV lediglich auf den 3. Rang gekommen und Meister TeBe hatte in der Bundesligaaufstiegsrunde aus sechs Spielen 3:9 Punkte geholt, war also sportlich in keiner Weise ein Verein für die Bundesliga. Das galt auf jeden Fall auch für Tasmania. Dazu kam auch noch, dass der Torjäger der Neuköllner, Heinz Fischer, einen Vertrag bei Eintracht Gelsenkirchen unterschrieben hatte und für „Tas“ nicht mehr zur Verfügung stand. Horst Szymaniak war dann die einzige ernsthafte Verstärkung für die Bundesliga und Tasmania legte eine „Rekordrunde“ hin: In 34 Rundenspielen erreichten die Berliner 8:60 Punkte bei 15:108 Toren.
Finken gab sein Debüt am 28. August 1965 (3. Spieltag) bei einer 0:2-Heimniederlage gegen Borussia Dortmund. Sein zehntes und letztes Bundesligaspiel bestritt er am 8. Januar 1966, dem Rückrundenstart beim Karlsruher SC. Er spielte rechter Läufer und das Spiel wurde mit 0:3 verloren. Tasmania stand nach 18 Spielen mit 3:33 Punkten und 8:61 Toren auf dem 18. Rang. Seine Fußballkarriere fand jedoch im Frühjahr 1966 ein jähes Ende, da offenkundig wurde, dass er einen Kamelhaarmantel gestohlen hatte; er wurde vom Verein fristlos gekündigt. Bei Unschuld liest sich dieser negative Umstand folgendermaßen: „Ein Gast der Vereinsgaststätte unterstellte ihm, einen teuren Mantel gestohlen zu haben, woraufhin sich der Tasmania-Vorstand genötigt sah, Finken zu suspendieren.“ Anschließend vermittelte ihn der Essener Spielervermittler Raymond Schwab in die USA. 1967 spielte Finken in der National Professional Soccer League zunächst kurzzeitig bei den Pittsburgh Phantoms und danach bei den New York Generals, für die er 1968 auch in der North American Soccer League auflief und Mannschaftskamerad von César Luis Menotti und Jacobus Prins war.
Es folgten nach seiner Rückkehr nach Europa noch zwei Stationen bei Schwarz-Weiß Bregenz (1968/69) und AVV Columbia Apeldoorn (1969/70), ehe er ab 1970/71 im deutschen Amateurfußball seine Laufbahn ausklingen ließ. Er war noch beim SV Bergisch Gladbach 09 (1970–1972), der SpVgg Hürth-Hermülheim (1972–1974) und dem BC Efferen (1974/75) aktiv. Nach zwei einjährigen Trainerstationen bei Borussia Kalk und SV Rot-Weiss Zollstock 05 beendete der gelernte Kfz-Mechaniker seine Aktivitäten im Fußball. Beruflich war Finken bis zur Verrentung als Glas- und Gebäudereiniger tätig und lebt in Köln-Ehrenfeld.

## Erfolge
- Westdeutscher Meister 1960 (mit dem 1. FC Köln)
- Zweitligameister 1962 (mit Heracles Almelo)

## Zitat
Heribert Finken begrüßte seinerzeit seinen Gegenspieler Reinhard Libuda mit dem Satz:
Mein Name ist Finken und du wirst gleich hinken.